# ほくろ
ほくろ（黒子、黶、英語:mole）は、メラニン色素を含む細胞、即ちメラノサイトが、皮膚の一部に周囲より高い密度で集まってできた母斑の一種。
メラノサイトが一層に並んでいるものを、狭義の黒子（こくし、lentigo）と言い、メラノサイトが重層し、しばしば持ち上げられた表皮が盛り上がって見えるものを色素性母斑（pigmented nevus）あるいは母斑細胞性母斑（nevus cell nevus/nevocellular nevus）と言う。また、この場合、母斑を形成するメラノサイトを特に母斑細胞（nevus cell/nevocyte）と呼ぶ。
体表からは、黒く見えるのが一般的であるが、皮膚の深い部分でのメラノサイトの増殖の場合、青く見えることもある（青色母斑という）。一般には過誤腫的なものと考えられているが、WHO分類では色素性母斑に限っては良性腫瘍として扱い、組織型のICD-Oコード付けが成されている（8720/0など）。
分類の方法は複数あるが、基底層（表皮層と真皮層の境界）にあるものを境界母斑、すべてが真皮層にあるものを真皮内母斑して区別する。
ほくろから生じる体毛は、しばしば周囲の皮膚の産毛よりも太く長く発達し「ほくろ毛」とも呼ばれる。原因ははっきりとはわかっていないが、ほくろ部分でメラノサイトが他より多く増殖するのと同様に毛母細胞も活発化しているためとも、毛髪を黒くしているメラニン色素が多いためとも言われる。ほくろ毛にも他の毛髪と同様に生え変わりのサイクルがあり、毛根部の肥大やメラニン色素が毛に吸収されることで、毛のあるほくろは色や大きさが変動することがある。

## 診断

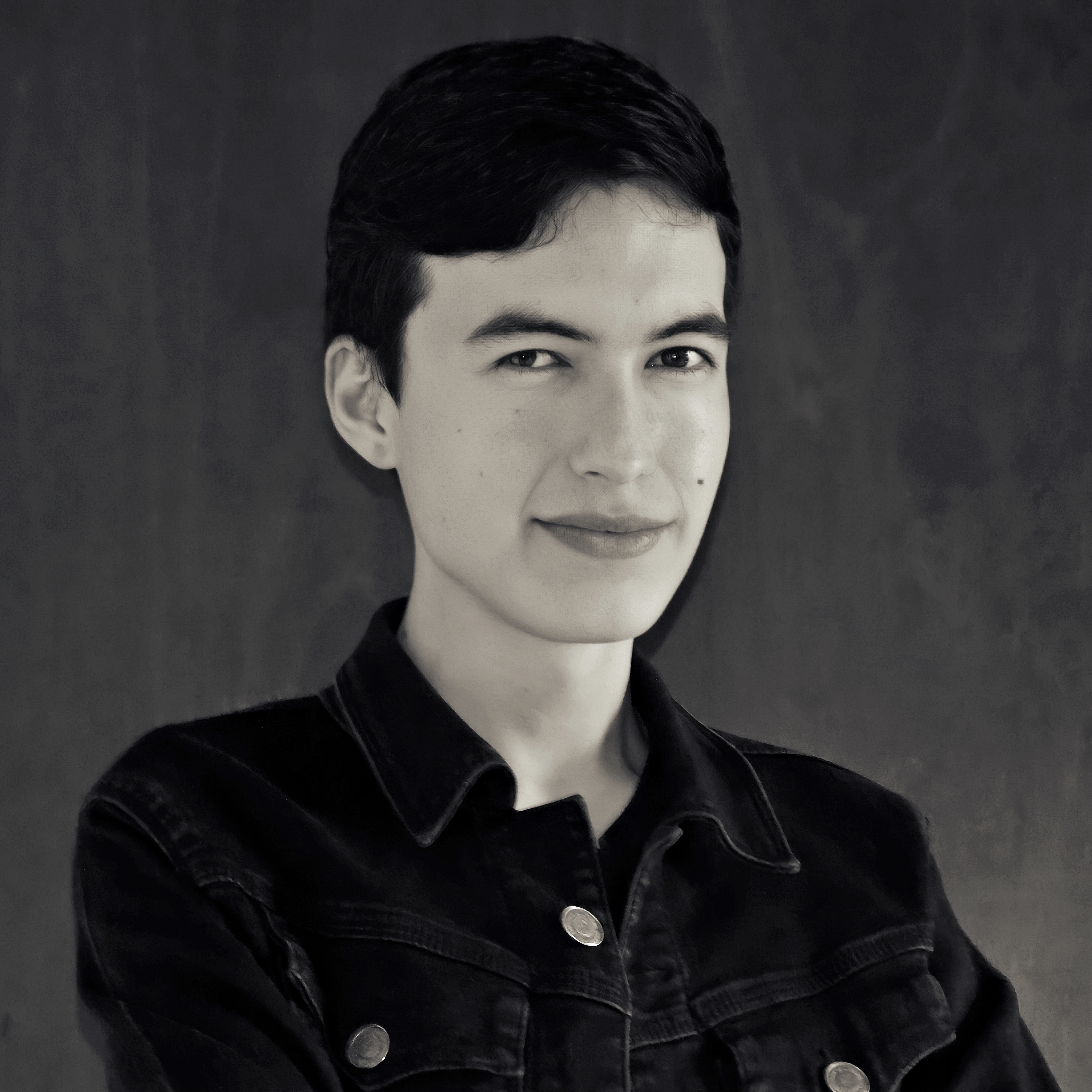
正円で色味が均一のものは一般的なほくろであることが多いです。

体の上でのほくろの位置が年月とともにゆっくり移動することがあり、複数のほくろの位置関係が変化することもあるが心配ない。
もし成人の手の平、指、足底、足指、目のあたり、鼻、上唇周辺などの“ほくろ”が急に大きく（長径6mm以上に）なったり、その境界がぼやけていたりいびつな形だったり、出血、膿、あるいは崩れがあるなら、いじらずにすぐ皮膚科や形成外科に行って、良性かどうか診てもらうのが良い。数年で盛り上がった“ほくろ”でも、真珠状の光沢や青黒さがあったり、斑（まだら）状のもの、あるいは中央部が潰瘍で落ち込み周囲が黒く盛り上がっている場合も同様である。

## 治療
以前はメスを使用した切除法が多かったが、近年では、レーザー治療などを使ってほくろを除去する人も増えている。生活に支障をきたすと認められた場合の切除法のみ保険適用であり、それ以外の美容目的などのレーザーによる除去施術は自由診療となっている。
レーザーによる除去は患部が大きい場合は除去した患部の凹みが大きくなり、周りの皮膚との色も異なってしまう。切除法は傷跡が一本の線であり目立たない。以上の特徴から、レーザーによる除去は比較的小さい患部に適している。
2016年（平成28年）9月29日に、株式会社ジャパン・ティッシュエンジニアリングの自家培養表皮「ジェイス」が、先天性巨大色素性母斑の治療を目的とした製造販売承認事項一部変更（適応拡大）について、 厚生労働省より承認された。